# Bruandia obscurella
Bruandia obscurella är en fjärilsart som beskrevs av Chapman 1900. Bruandia obscurella ingår i släktet Bruandia och familjen säckspinnare. Inga underarter finns listade i Catalogue of Life.